# İstanbul Plak
Az İstanbul Plak Törökország egyik legrégebbi, ma is működő zenei kiadója. 1963-ban alapították, tulajdonosa  Mustafa és Mehmet Söğütoğlu. Utóbbi nevéhez fűződik Tarkan felfedezése, akinek a Metamorfoz című kivételével minden albumát az İstanbul Plak adta ki (beleértve az angol nyelvű Come Closer című alkotást is, melyet Európában az Universal Music Group terjesztett). Székhelye Isztambul Unkapanı nevű kerületében található.

## Nevezetes előadók
Nevezetes előadók, akik a kiadónál voltak vagy vannak:
- Ajda Pekkan
- Erkin Koray
- Ertuğ
- Mete Özgencil
- Metin Arolat
- Mirkelam
- Nalan
- Orhan Gencebay
- Özlem Tekin
- Tarkan
- Teoman
- Zeki Müren